# Edmund Koken
Johann Gottfried Edmund Koken (* 4. Juni 1814 in Hannover; † 30. Oktober 1872 ebenda) war ein deutscher Landschafts- und Porträtmaler.

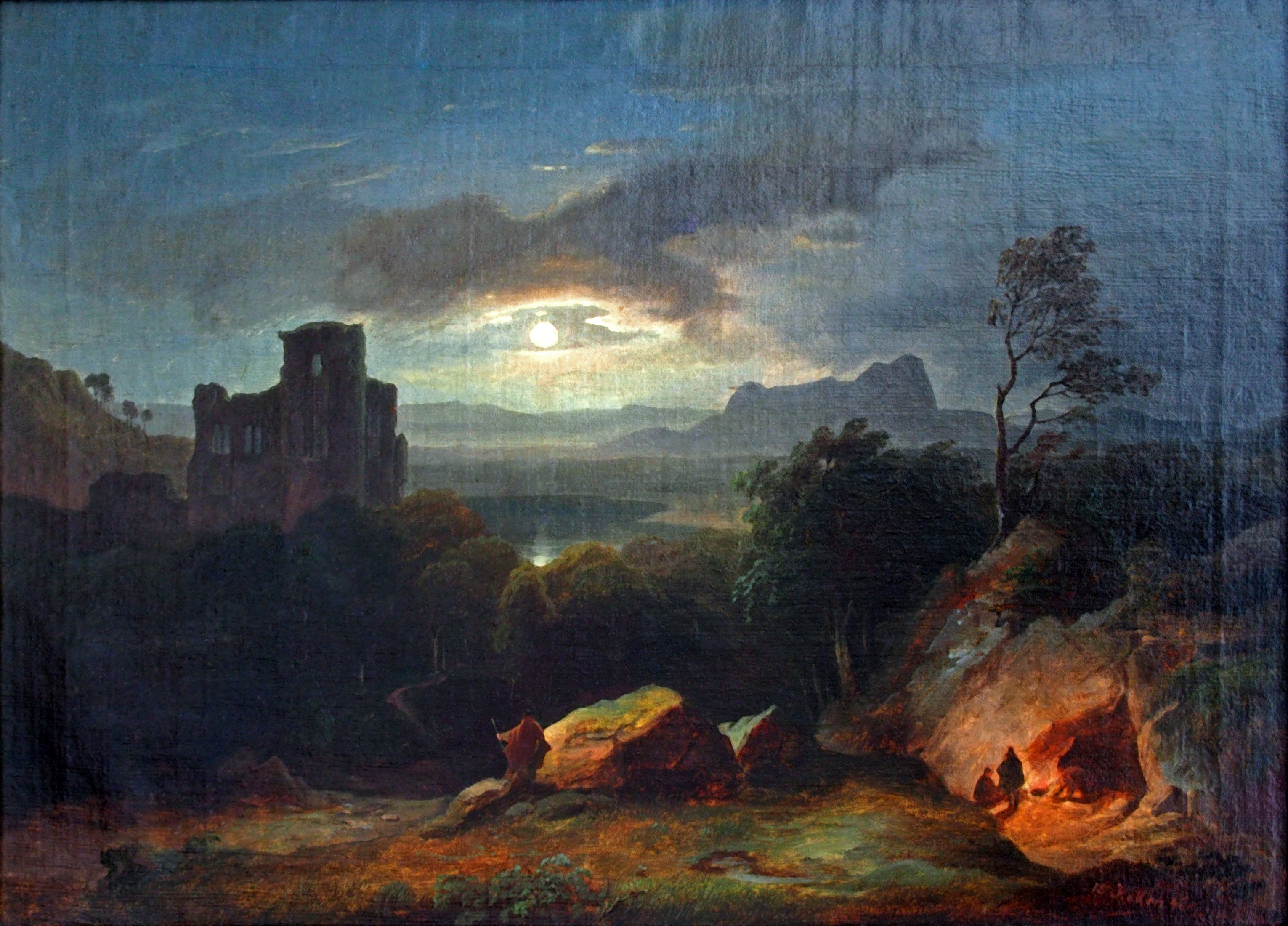
Rast im Mondschein (1846)

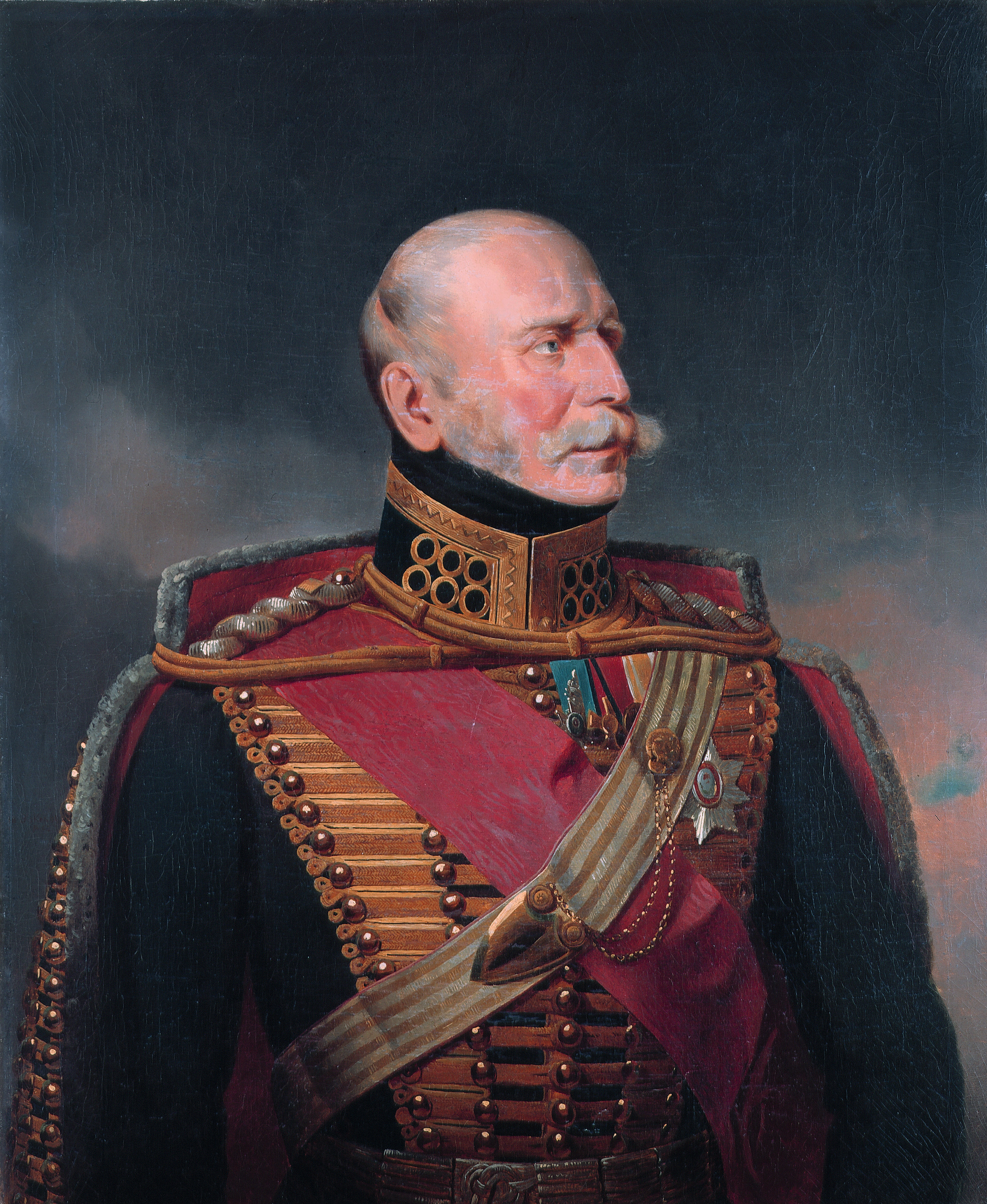
Ernst August von Hannover (1771–1851) (nach 1842)

## Leben

### Familie
Edmund Koken war ein Sohn des Edmund Burchard Theophilus Koken (gestorben 6. April 1832 in Hannover), der im 18. Jahrhundert als Berufssoldat in der Stadt Celle gedient hatte. Dieser hatte mit seiner ersten Ehefrau zwei Kinder; bei der Geburt des dritten Kindes starb sie im Wochenbett. Mit seiner 1794 geehelichten zweiten Frau, der aus Celle stammenden Ilse Maria Nieren, hatte er weitere sieben Kinder, von denen der spätere Maler Edmund Koken das jüngste war. Nach mehr als 22 Dienstjahren ging der Edmund Kokens Vater im Alter von 51 in Pension. Im Jahr 1809 übersiedelte die Familie 1809 nach Hannover, wo sie sich in der Gartenstadt vor dem Aegidientor unter der Adresse Bult 30 ein Haus gekauft hatten. Der vormalige Soldat Koken wirkte von dort aus noch einige Zeit als Hospitalverwalter und Rechnungsführer für die Aegidiengemeinde. Nach seinem Tod 1832 arbeitete seine Witwe Ilse Maria weiterhin als königliche Leibwäscherin und konnte mit ihren Einkünften ihre Kinder ernähren.
Edmund Koken war der Vater des Malers Karl Wilhelm Julius Paul Koken, Onkel des Malers Gustav Heinrich Julius Koken, dessen Tochter Änne Koken war sowie Uronkel von Friedrich Hans Koken.

### Werdegang
Nachdem Koken die Hofschule in Hannover und dort auch die Höhere Gewerbeschule besucht hatte, ging er 1837 zum Studium an die Akademie der Bildenden Künste München. |Dort freundete er sich mit August von Kreling an und kam in Kontakt mit Peter von Cornelius, Schnorr von Carolsfeld, Kaulbach und insbesondere Carl Rottmann.
Ab 1841 hielt sich Koken wieder in Hannover auf, um 1845 eine Studienreise nach Italien zu unternehmen, während der er sich mit Oswald Achenbach anfreundete. Am 26. Oktober 1851 heiratete er die Tochter eines hannoverschen Regierungsrates, Wilhelmine Louise Mejer.
1842 war er Gründungsmitglied des Hannoverschen Künstlervereins. 1846 veröffentlichte Koken dessen Mitglieder in einem zweibändigen Sammelwerk.
Er war befreundet mit Conrad Wilhelm Hase, Ernst von Bandel, Julius Giere, Heinrich Friedrich Brehmer. Letzterer schuf auch das Bronzemedaillon für Kokens Ehrengrab auf dem Stadtfriedhof Engesohde.

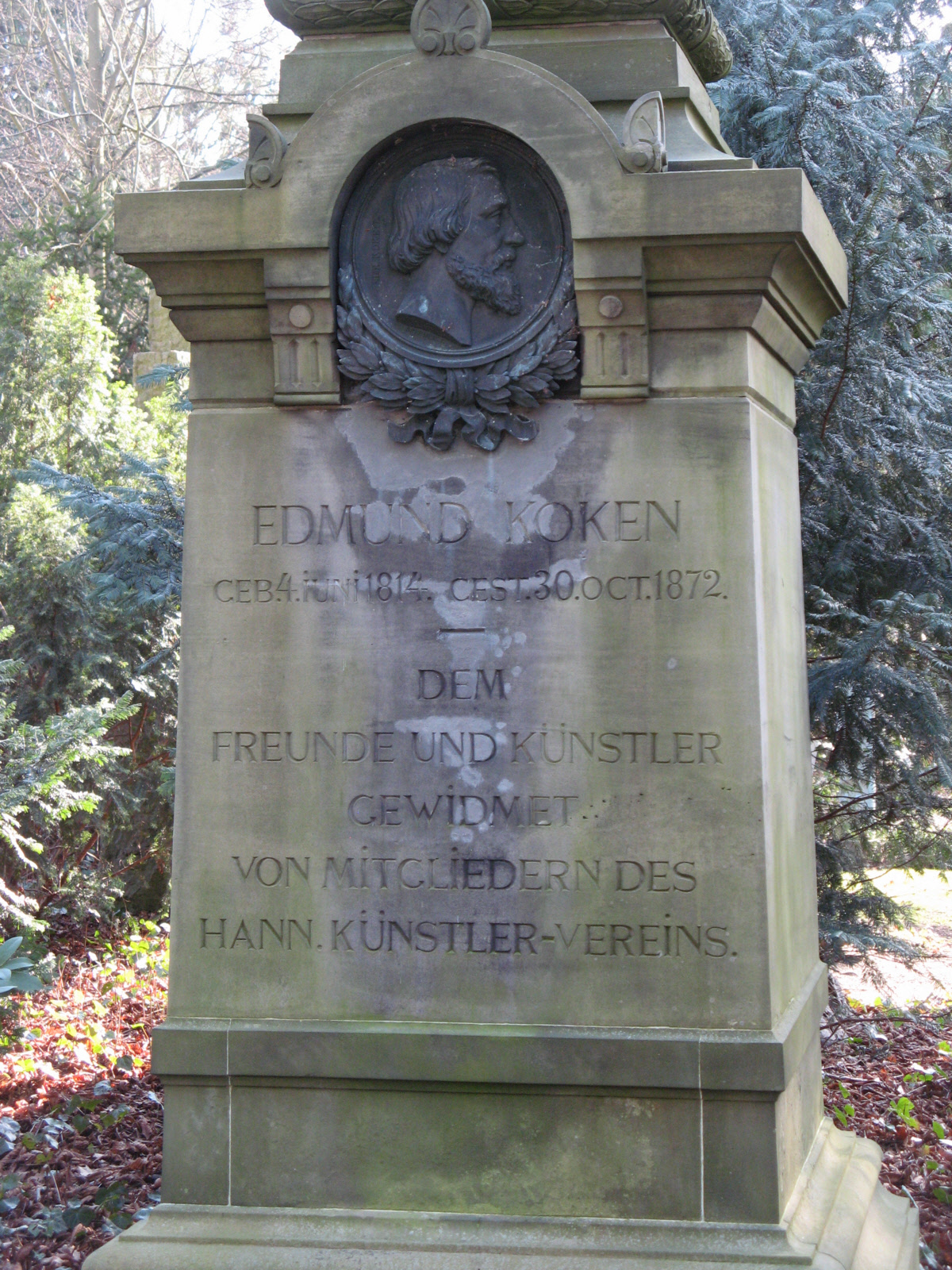
Grabmaldetail von Edmund Koken auf dem Stadtfriedhof Engesohde in Hannover

## Schüler Kokens
Zu den Schülern von Koken zählten, neben Sohn Paul und Neffe Gustav, Kronprinz Ernst August von Hannover , Karl Eckermann, Sohn des Goethe-Sekretärs Johann Peter Eckermann und der Landschaftsmaler Gustav Hausmann.

## Ehrungen
- Koken wurde laut dem Adressbuch der Königlichen Haupt- und Residenzstadt Hannover für 1866 mit der Goldenen Ehrenmedaille für Kunst und Wissenschaft ausgezeichnet.[4]
- Ehrengrab Stadtfriedhof Engesohde

## Werke (Auszug)
- Koken publizierte Porträts der Mitglieder des Hannoverschen Künstlervereins in einem zweibändigen Sammelband.
- Weitere Werke befinden sich unter anderem in der Landesgalerie des Niedersächsischen Landesmuseums